# Weißenohe
Weißenohe är en kommun och ort i Landkreis Forchheim i Regierungsbezirk Oberfranken i förbundslandet Bayern i Tyskland.
Kommunen ingår i kommunalförbundet Gräfenberg tillsammans med staden Gräfenberg och köpingen Hiltpoltstein.